# Paulo Fleury da Silva e Sousa
Paulo Fleury da Silva e Sousa (Goiás, 16 de outubro de 1911 — Goiânia, 22 de fevereiro de 1990) foi um advogado, jurista e ex-político brasileiro que foi interventor federal interino em Goiás, de 4 a 18 de agosto de 1946. Era filiado ao Partido Social Democrático e deputado federal até 1954, pelo seu estado natal.

## Primeiros anos
Paulo Fleury da Silva e Sousa nasceu na cidade de Goiás, no dia 16 de outubro de 1911. Seu bisavô materno era Antônio José Caiado, foi presidente, senador estadual e federal por Goiás e seu avô Arlindo Gáudie Fleury, foi senador estadual por Goiás. Paulo concluiu seus estudos secundários no Liceu de Goiás, se bacharelando em direito pela Faculdade de Direito da Universidade Federal de Minas Gerais, em 1932, sendo colega de Tancredo Neves, futuro parlamentar, ministro de Estado e presidente eleito do Brasil.

## Carreira política
Ao encerrar o bacharelado, Silva e Sousa retorna ao seu estado natal, onde se torna professor da Faculdade de Direito de Goiás. Em seguida, assume o cargo de Secretário-geral do estado, sucedendo Mário de Alencastro Caiado e ingressando na política. Foi efetuado como promotor de justiça da Capital e secretário-chefe da Casa Civil.
Filiou-se ao Partido Social Republicano em 1933, pertencendo à ala mais esquerdista e próxima de Domingos Vellasco, tendo apoiado-o nas eleições estaduais em Goiás de 1934 e 1935. Permaneceu na Secretaria-geral até 1935. No ano de 1936, saiu da Promotoria e do secretariado-chefe da Casa Civil estadual em 1941. Ao sair da promotoria, integrou ao Tribunal Regional Eleitoral de Goiás.
Se tornou juiz do trabalho e presidente da Junta de Conciliação e Julgamento de Goiânia, assim que saiu da secretaria. Continuou na Justiça do Trabalho até 1945, sendo nomeado no ano seguinte, Secretário de Justiça e Interior e assumindo interinamente o governo do estado de Goiás.
Em 1947, tentou eleger-se para a vaga de senador federal, sendo derrotado e integrando ao Conselho Administrativo do estado. Foi eleito em 1950, como deputado federal, como recordista de votação, com quórum de 16 mil. Renuncia em 1954, assumindo novamente como Juiz da Junta de Conciliação e Julgamento em Goiânia. Foi nomeado desembargador do Tribunal Regional do Trabalho da 8.ª Região. Foi nomeado ministro do Tribunal Superior do Trabalho em 1974, pelo presidente Emílio Garrastazu Médici, se aposentando em 1977.
Veio à morte em 22 de fevereiro de 1990, em Goiânia.